# Seventh Son of a Seventh Son
Seventh Son of a Seventh Son je sedmým studiovým albem britské heavy metalové kapely Iron Maiden. Album se umístilo na prvním místě britského žebříčku, a tím se stalo druhým albem kapely, které se dostalo na 1. místo.
Z alba vzešly hned čtyři singly a všechny se umístily v britské TOP 10. Singl Can I Play With Madness vyšel 20. března 1988 a umístil se na třetím místě žebříčku. 1. srpna 1988 vyšel singl The Evil That Men Do, který se umístil na 5. místě. 7. listopadu 1988 byl vydán singl The Clairvoyant. tento singl se umístil na 6. místě. Poslední singlem se stala píseň Infinite Dreams. Na albu je patrný vliv progresivního rocku, např. v délce a složité struktuře titulní skladby a faktu, že se jedná o konceptuální album.

## Seznam skladeb
Pokud není uvedeno jinak, autorem všech skladeb je Steve Harris.
| Pořadí | Název                        | Autor                         | Délka |
| ------ | ---------------------------- | ----------------------------- | ----- |
| 1.     | Moonchild                    | Adrian Smith, Bruce Dickinson | 5:39  |
| 2.     | Infinite Dreams              | Harris                        | 6:09  |
| 3.     | Can I Play with Madness      | Smith, Dickinson, Harris      | 3:31  |
| 4.     | The Evil That Men Do         | Smith, Dickinson, Harris      | 4:34  |
| 5.     | Seventh Son of a Seventh Son | Harris                        | 9:53  |
| 6.     | The Prophecy                 | Dave Murray, Harris           | 5:05  |
| 7.     | The Clairvoyant              | Harris                        | 4:27  |
| 8.     | Only the Good Die Young      | Dickinson, Harris             | 4:41  |

## Bonusové skladby na znovuvydání z r. 1995
1. "Black Bart Blues" (Bruce Dickinson, Steve Harris) - 6:41
2. "Massacre" (Brian Downey, Phil Lynott, Scott Gorham) - 2:53
3. "Prowler 88" (Steve Harris) - 4:07
4. "Charlotte The Harlot 88" (Dave Murray) - 4:11
5. "Infinite Dreams (live)" (Steve Harris) - 6:03
6. "The Clairvoyant (live)" (Adrian Smith, Steve Harris) - 4:27
7. "The Prisoner (live)" (Steve Harris) - 6:09
8. "Killers (live)" (Paul Di'Anno, Steve Harris) - 5:03
9. "Still Life (live)" (David Murray, Steve Harris) - 4:38

## Sestava
- Bruce Dickinson – zpěv
- Dave Murray – kytara
- Adrian Smith – kytara, doprovodný zpěv, syntezátor
- Steve Harris – baskytara, doprovodný zpěv, syntezátor
- Nicko McBrain – bicí

- Martin Birch – produkce, režie, mixáž
- Albert Boekholt – režie, pomocná režie
- Ronald Prent – režie, pomocná režie